# Constantin Loukitès
Constantin Loukitès (en grec Κωνσταντίνος Λουκίτης) est un poète byzantin et un officiel de la cour de l’empire de Trébizonde au début du XIVe siècle. Il fut protonotarios et protovestiarios de l’empereur Alexis II, ce qui en fit son premier ministre.

## Biographie
On ne connaît pas la date de naissance de Loukitès, bien qu’une note en marge mentionne qu’il venait de Macédoine. Il reçut son éducation à Constantinople, avec entre autres pour professeur Théodore Hyrtakénos (en). Vers 1301, il était à Trébizonde, car en novembre de cette année il escorta Alexis II dans sa campagne contre les Amitiotai, des Turcomans from Diyarbakır (Amida), qui étaient profondément entrés en territoire trapézontin et avaient mis à sac Kérassonte (l'actuelle Giresun), la deuxième ville la plus importante de l’empire. 
À Trébizonde, Loukitès développa une importante relation avec l’astronome Grégoire Choniadès; des seize lettres subsistantes de ce dernier, quatre étaient destinées à Loukitès. Deux manuscrits de la bibliothèque de Choniadès, une copie de l’Iliade (Ambrosienne I 58 sup.) et une copie de Thucydide (Vaticane Ottob. gr. 211), portent également un ex-libris de Loukitès.
Loukitès maintint sa position à la cour impériale sous Basile de Trébizonde. La dernière preuve qu’il était encore en vie est une lettre que Nicéphore Grégoras lui adressa, datée d’entre 1335 et 1340. Son inscription funéraire se trouve dans Sainte-Sophie de Trébizonde, du côté oriental.

## Œuvres
Deux de ses œuvres ont survécu :
- un éloge à saint Eugène (en), patron de Trébizonde, dont le culte avait été favorisé sous les empereurs de Trébizonde ;
- une oraison funèbre pour Alexis II, délivrée par Loukitès neuf jours après sa mort le 3 mai 1330. Loukitès y mentionne les ancêtres d’Alexis, leur demandant de l’accepter parmi eux ; leur ordre et la sélection effectuée laissent penser qu’il décrit une série de portraits peints sur les murs de la salle dans laquelle il récita cette oraison[3],[4].